# Кельм, Виктор Олегович
Виктор Олегович Кельм (2 января 1997 года, Бишкек) — киргизский футболист, нападающий. Выступал за сборную Кыргызстана.

## Биография
Начинал свою карьеру в команде «Абдыш-Ата». В ней он неплохо проявлял себя, после чего наставник клуба Мирлан Эшенов вызвал форварда в молодежную сборную страны, которую он параллельно возглавлял. Зимой 2015 года форвард принял участие в Кубке Содружества. На одном из турниров Кельма заметили тренеры казахстанского «Кайрата» и пригласили его к себе. Футболист выступал за молодёжный состав клуба, но за основу он так и не сыграл.
В 2016 году Кельм переехал в Сербию, где заключил контракт с командой Первой лиги «Бежания». За весь сезон он лишь дважды вышел на поле. Летом 2017 года форвард вернулся на родину, перейдя в «Алай». Вместе с новым коллективом Кельм стал чемпионом Кыргызстана. Зимой 2020 года пополнил состав новичка лиги — «Каганата».

## Сборная
За сборную Кыргызстана Виктор Кельм дебютировал 11 октября 2016 года в товарищеском матче против Туркменистана, который завершился победой со счетом 1:0.

## Достижения
- Чемпион Кыргызстана (1): 2017
- Вице-чемпион Кыргызстана (1): 2014